# Frihamn

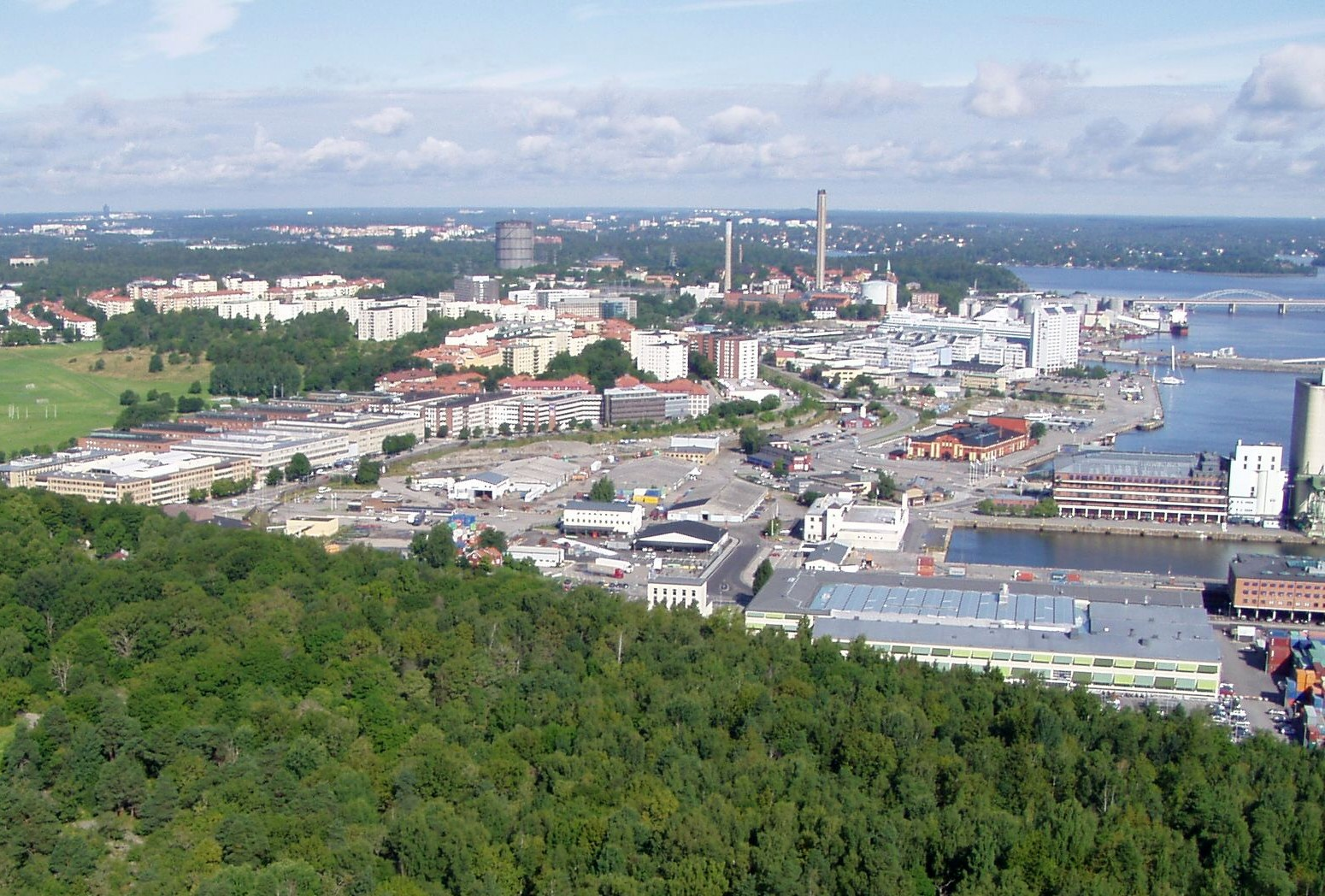
Stockholms frihamn sedd från Kaknästornet. Den är inte längre en frihamn, men har behållit sitt historiska namn.

Frihamn är ett område med hamn, större järnvägsstation eller flygplats, dit varor kan införas från alla länder tullfritt. Frihamnen är ett noggrant avgränsat område, som anses ligga utanför landets tullgräns. Det innebär att allt som införs till frihamnen är befriat från såväl tullavgifter som kontroll av tullmyndigheten. Dock förekommer andra avgifter för varorna, till exempel hamnpengar. Tull erlägges när varan förs från frihamnen till annan ort inom samma land. 
Frihamnen kan understödja på ett lands skeppsfart och grosshandel samt gör det möjligt att konkurrera med utlandet såväl genom transitohandel som genom export av sådana artiklar, där man använder utländskt material. 
Frihamnsinstitutionen är gammal. Den första frihamnen var Livorno i Italien (1547). Därefter följde Genua (1596), Neapel (1633) och Venedig (1661). I Frankrike var Marseille frihamn från 1669, men berövades denna förmån av nationalkonventet (1792–1795).
I Sverige har frihamnar tidigare funnits i Stockholm, Göteborg och Malmö, men ingen av dessa hamnar har längre denna status. Åren 1775–1794 fungerade även hela staden Marstrand som frihamn liksom Gustavia på Sankt Barthélemy. Finlands enda frihamn finns i Hangö.